# ゴスフォード

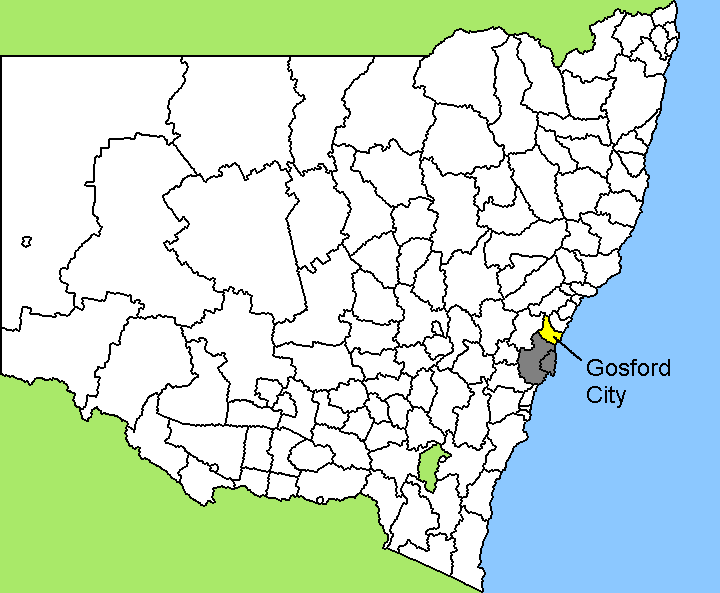
ゴスフォードの位置(黄色)

ゴスフォード(Gosford)はオーストラリア・ニューサウスウェールズ州の都市である。州都シドニーの北約80kmに位置し、ブリスベン・ウォーターと呼ばれる入り江の北端に面する。ニューサウスウェールズ州においてシドニー大都市圏・ニューカッスル都市圏に次ぐ第3の人口を有するセントラルコースト・リージョンに属す。地方自治体としてのゴスフォード市の人口は16万9053人（2016年）。

## 気候
他のニューサウスウェールズ州東岸部と同様、温暖湿潤気候(Cfa)に含まれる。

## 歴史
ヨーロッパ人の入植以前、この地域にはクーリンガイ(Kuringai)部族をはじめとしたアボリジニが居住していた。1788年、ニューサウスウェールズ州初代総督アーサー・フィリップがヨーロッパ人として初めてこの地を訪れた。入植がはじまったのは1823年のことで、1839年に当時の総督であったジョージ・ギプスによりゴスフォードの地名が与えられた。ギプスの友人であった第2代ゴスフォード伯アーチボルド・アチソンにちなむとされる。1889年にはシドニーへの鉄道が開通し、1930年にはパシフィック・ハイウェイがゴスフォードまで開通した。

## 市街地

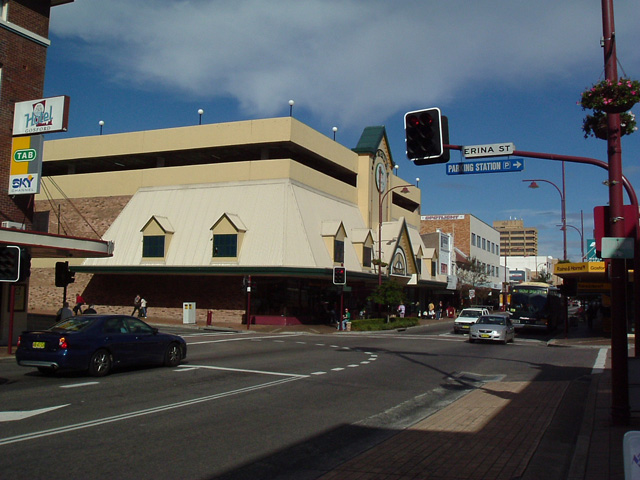
ゴスフォードの市街地中心部、マン通りから南方を眺める

商業地区のメインストリートは南北に伸びるマン通り(Mann Street)である。マン通りに面して、シティレールのゴスフォード駅がある。
パシフィック・ハイウェイは内陸部を通り、市街地をバイパスする。海岸寄りの幹線道路は「セントラルコースト・ハイウェイ」である。

## スポーツ

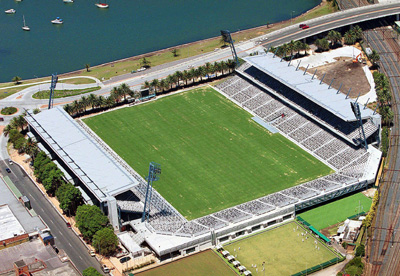
ブルータン・スタジアムの空撮

市街中心部にあるブルータン・スタジアムは、2005年よりサッカーAリーグのセントラルコースト・マリナーズFCのホームスタジアムとなっている。また、2007年に1シーズンだけ行われたラグビーの全国リーグ「オーストラリアン・ラグビー・チャンピオンシップ」で優勝したセントラルコースト・レイズのホームスタジアムでもあった。

## 国際交流
ゴスフォード市は下記の市区と姉妹都市提携を結んでいる。
- 東京都・江戸川区
- スロバキア・ニトラ市